# Zoo Pilsen

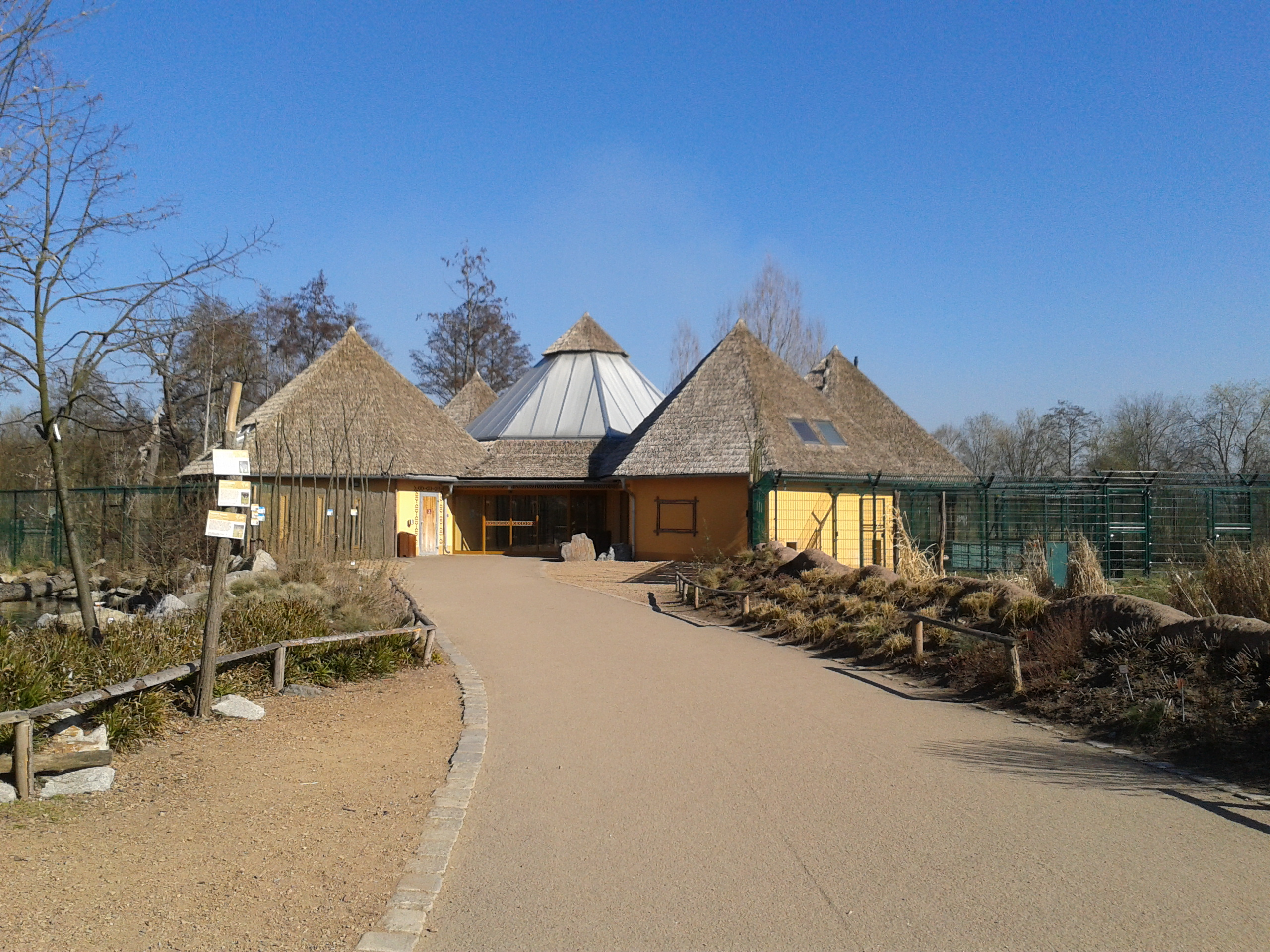
Asiatischer Pavillon im Zoo Pilsen

Der Zoo Pilsen ist Teil der Anlage Zoologischer und botanischer Garten der Stadt Pilsen (tschechisch Zoologická a botanická zahrada města Plzně). Mit rund 1000 gezeigten Tierarten gehört er zu den artenreichsten Zoos Europas.

## Geschichte und Lage

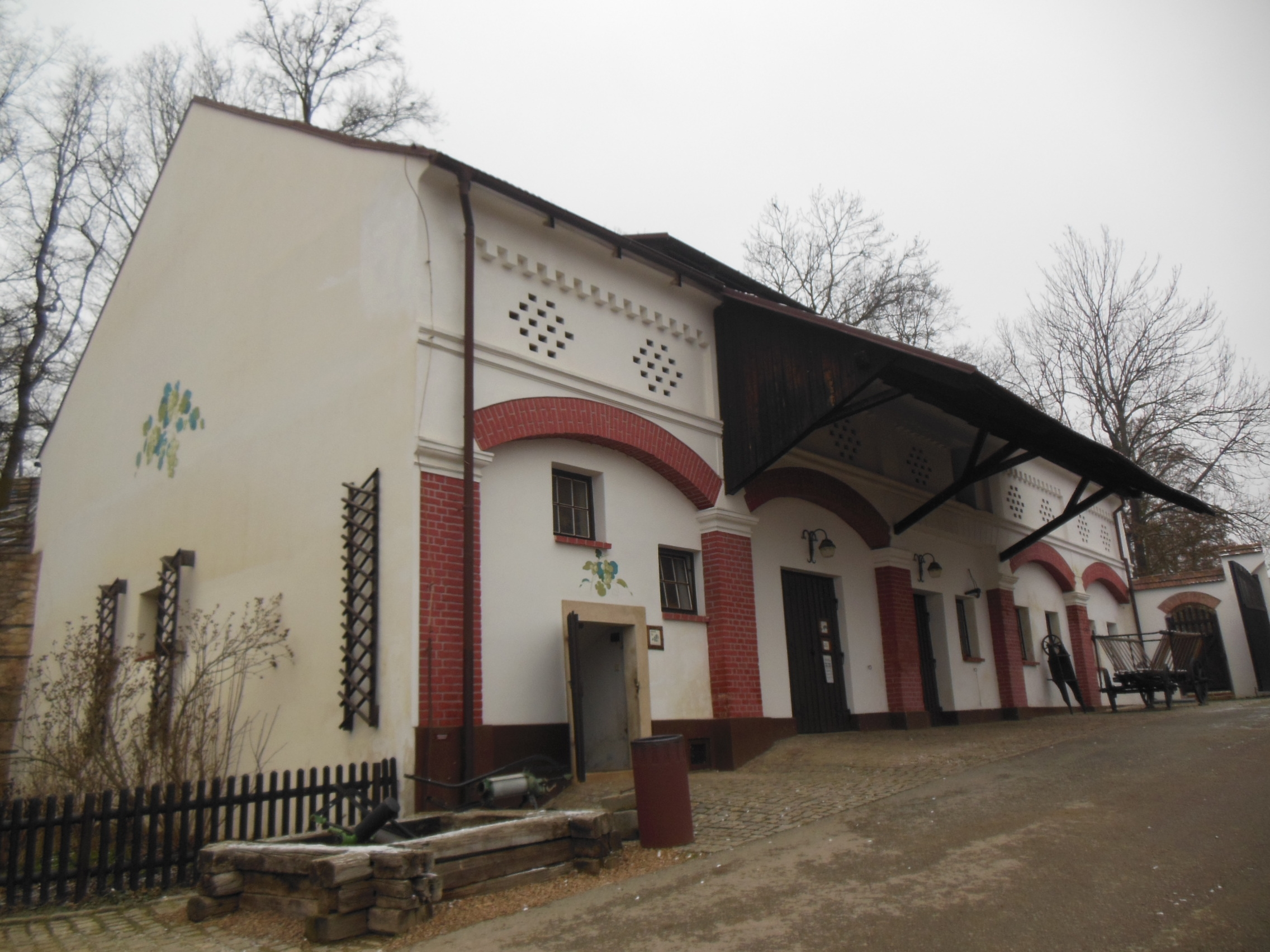
Altes Bauernhaus im oberen Teil des Zoos

Der Zoo in Pilsen wurde auf relativ kleiner Fläche 1926 gegründet. 1961 wurde der Botanische Garten eröffnet. 1963 zog dann der Zoo neben den Botanischen Garten. Seit 1981 werden die beiden Einrichtungen gemeinsam geführt. Die 21 ha große Anlage gehört der Stadt.
Zoologischer und Botanischer Garten liegen, von der Innenstadt Pilsens aus betrachtet, nordwestlich, jenseits des Flusses Mies, an einem steilen Abhang.
Der Haupteingang des Zoos befindet sich in der Nähe des Flussufers, dort sind auch die Parkplätze. Die Anlage ist auch mit der Straßenbahn erreichbar, die eine vielbefahrene Ausfallstraße am östlichen Teil der Anlage entlangfährt. Von dort gelangt man in den Botanischen Garten.
Zwischen Botanischem Garten und Zoo befindet sich ein Amphitheater mit 7000 festinstallierten Sitzen und weiteren Plätzen auf Rasen. Hier finden Open-Air-Veranstaltungen statt. Vom Zoo wird das Amphitheater im Sommerhalbjahr für die Greifvogelschau genutzt.
2001 eröffnete im Stadtzentrum die zum Zoo gehörende Abteilung Akva-Tera. Hier werden hauptsächlich Reptilien und Amphibien gezeigt.

## Zoo
Der Zoo liegt westlich des Amphitheaters. Er ist in den letzten Jahren zum Geozoo umgestaltet worden. Im oberen Teil des Zoos befinden sich die Gehege des Nordamerika-Teils und der historische Bauernhof „Lüftnerka“ mit einigen alten Haustierrassen. In einem vom Zoo abgetrennten Teil ist ein Dinopark eingerichtet. Am Steilhang selber sind ebenfalls nur wenige Gehege, am äußeren westlichen Rand befindet sich am Steilhang ein flächenmäßig großes Gehege für Braunbären.
Im unteren Teil befindet sich neben dem Amphitheater das Reptilienhaus und der Australienteil des Zoos. Daneben befinden sich gegenüber dem Haupteingang zwei ältere Gebäude. In dem einen Gebäude werden afrikanische Nachttiere gezeigt, in dem anderen die Tierwelt Madagaskars. Daran schließt sich zum Fluss hin die 2010 eröffnete Afrikaanlage an, zum Berg hin wird die Tierwelt Südamerikas gezeigt. Weiter westlich wird die Tierwelt Asiens präsentiert. Am Rand im Übergang zum Steilhang beginnt mit Wisent und Braunbär im Zoobereich Europäische Wälder der Übergang zum Nordamerikateil.
Bei der Inventur am 31. Dezember 2013 wurden 1834 Säugetiere in 245 Arten gezählt, 2544 Vögel in 506 Arten und 2328 Reptilien in 279 Arten. Die Besucherzahl liegt bei etwa 450.000 im Jahr.
Der Zoo führt das Europäische Zuchtbuch für Graue Mausmakis und für Fettschwanzmakis.

## Galerie

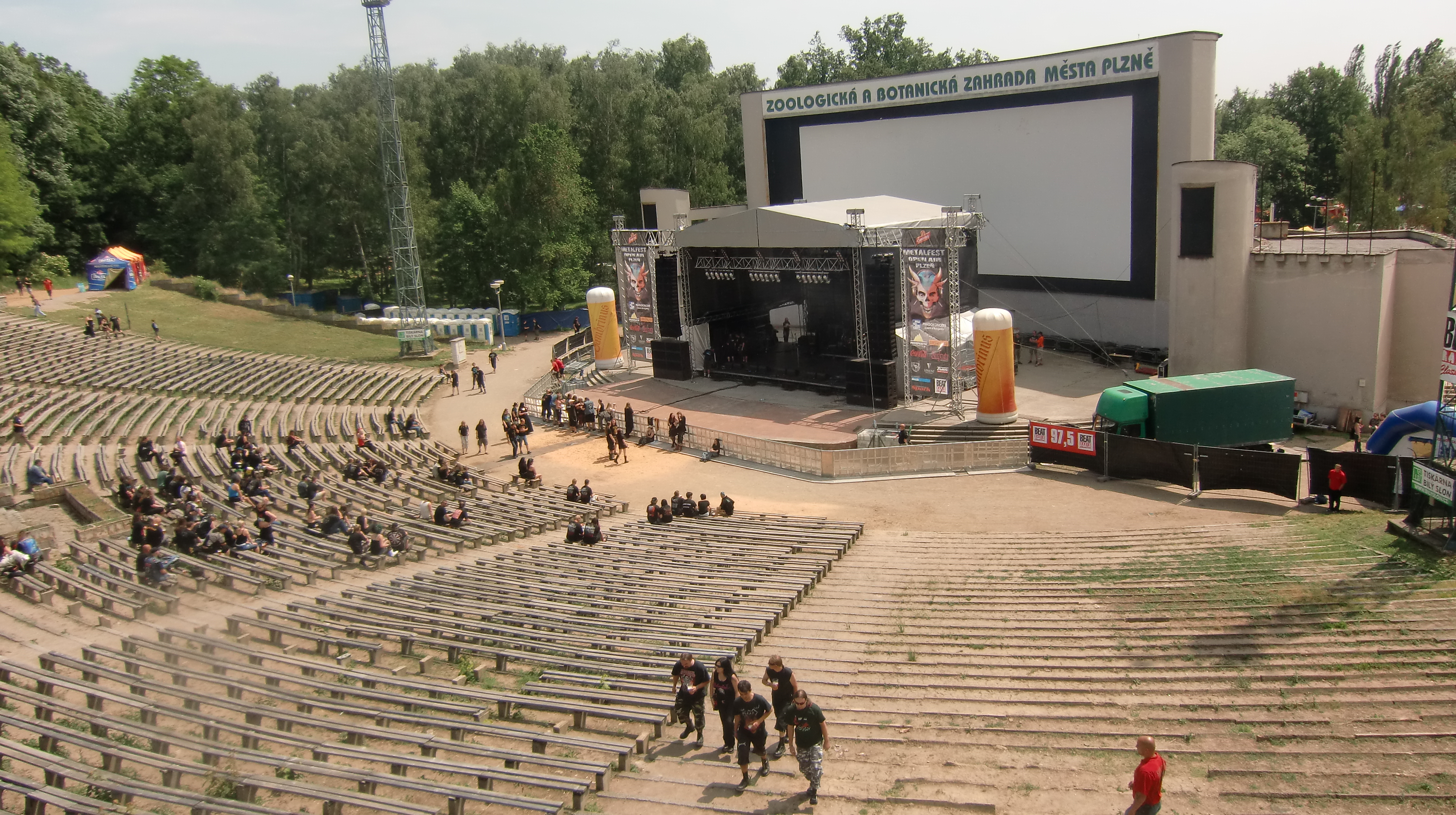
Amphitheater bei einem Konzert 2011
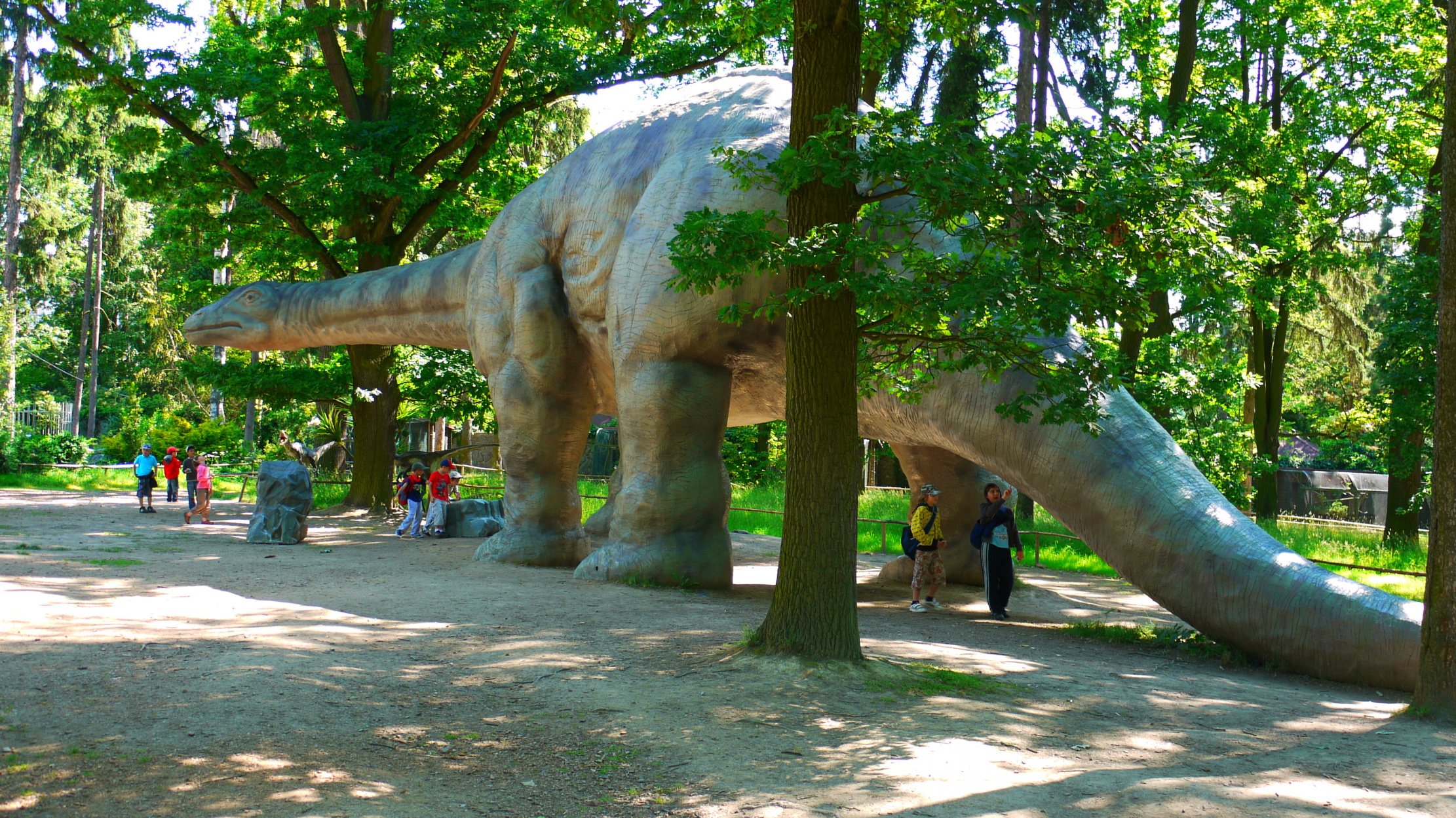
Dinopark (Apatosaurus-Modell)
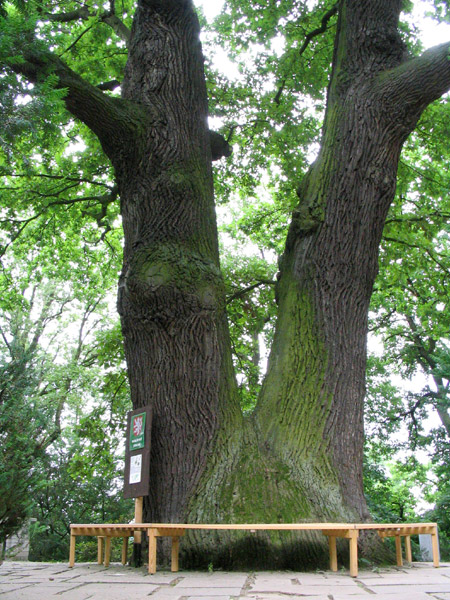
Baum im Botanischen Garten
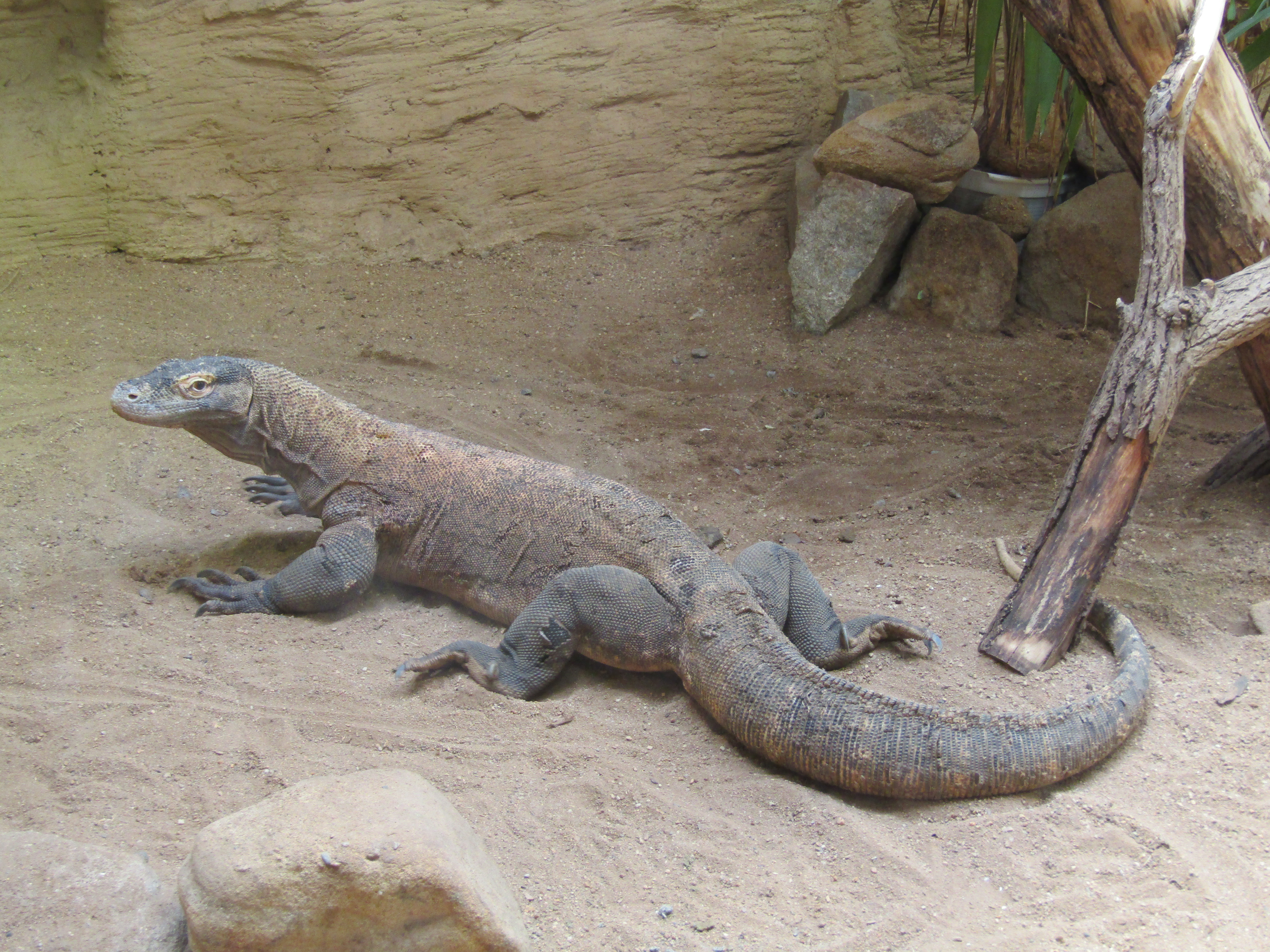
Komodowaran
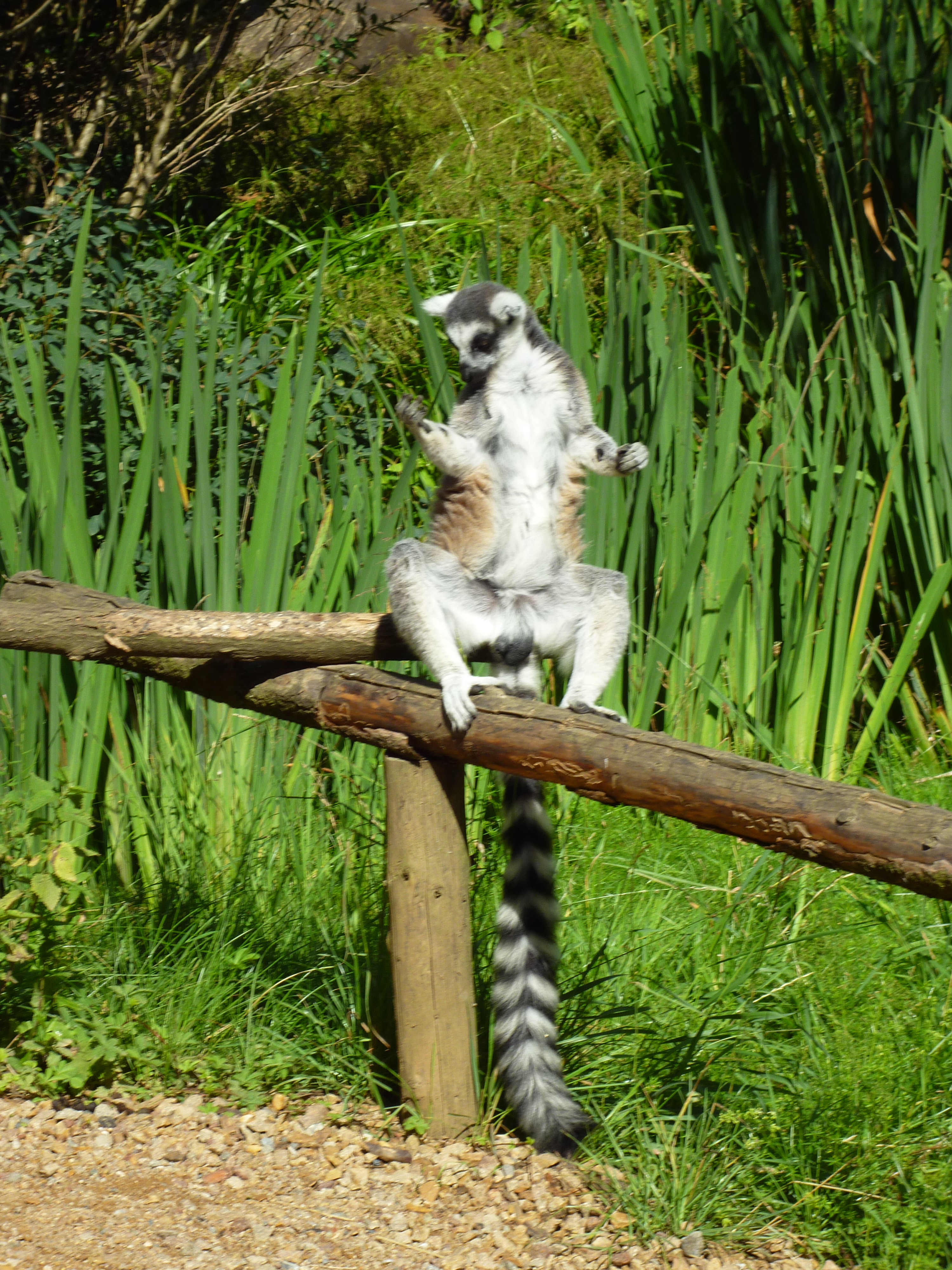
Katta
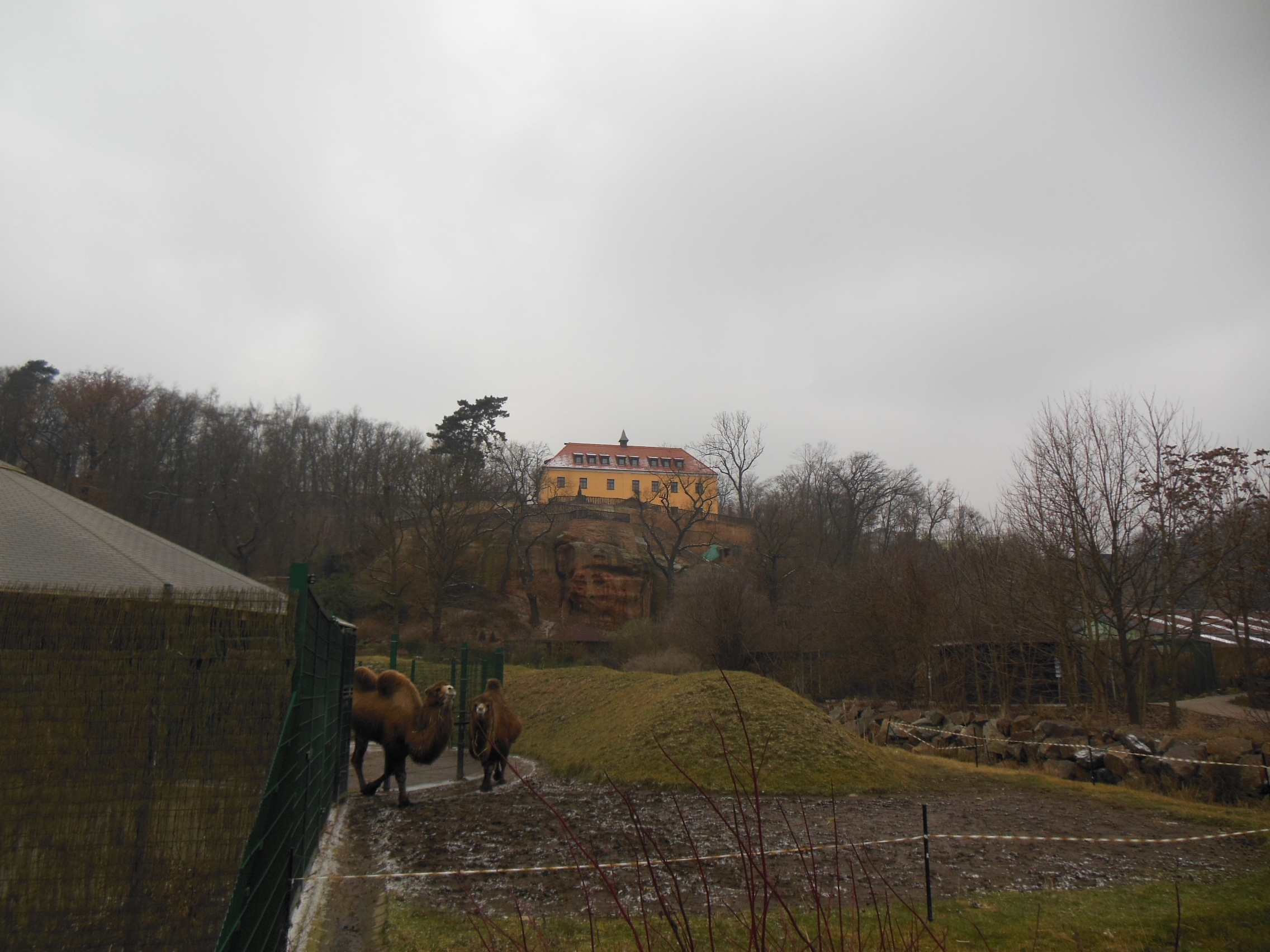
Trampeltiere und Blick auf den Bauernhof